# 金色の海
『金色の海』（きんいろのうみ）は、NHK秋田放送局制作による「秋田発地域ドラマ」としてNHK BSプレミアムで2021年1月16日の22時30分から23時29分に放送されたテレビドラマ。東京での生活に挫折し秋田県大潟村の夫の実家に移住した女性が、人々とのふれあいの中で生き方を見直し新たな道に歩み出す姿を、村の干拓史や美しい田園風景を背景に描くヒューマンドラマ。瀬戸山美咲作、岸井ゆきの主演。

## あらすじ
東京の広告代理店に勤める橋田早苗は、心身の疲労が重なって重要なプレゼンをすっぽかし挫折感を味わう。早苗は夫・真治とともに秋田県大潟村にある真治の実家に移り住むこととなるが、前職の出版業界に未練を残す真治は東京へ帰ってしまい、残された早苗は夫の両親、祖母との一風変わった共同生活を始める。
偶然出会った八木祐也に声をかけられ、村で50年続くバンド「ハチロウボーイズ」の練習見学に行った早苗は、半ば無理やり入団させられて、戸惑いつつ練習参加を続ける中で「自分の居場所」が見つかったことに喜びを感じ始める。一方で、減反を巡る賛否など異なる考え方を持つさまざまな人たちが、互いの立場の違いを超越し1つのバンドとして活動を続けてきたことを知る。
やがて稲刈りの時期を迎え、自ら望んで稲刈りに挑んだ早苗は、コンバインの操作に悪戦苦闘する中で、早苗を迎え入れるかのように目前に大きく広がる「金色の海」を目にする。

## 登場人物

### 主要人物
橋田早苗（はしだ さなえ）〈29〉
演 - 岸井ゆきの
主人公。東京都出身。東京の広告代理店勤務。
橋田真治（はしだ しんじ）〈29〉
演 - 上川周作
早苗の夫。大潟村出身。大学進学で上京し、その後都内の出版社に勤務していたが、早苗のために仕事を辞めて大潟村に帰る。
八木祐也（やぎ ゆうや）〈33〉
演 - 川口覚
「ハチロウボーイズ」メンバー。トロンボーン担当。4年前まで仙台でサラリーマンをしていた。自由人で趣味は釣り。
橋田亜矢子（はしだ あやこ）〈55〉
演 - 藤本喜久子
真治の母。
橋田達彦（はしだ たつひこ）〈57〉
演 - 山崎直樹
真治の父。病に倒れ、農作業ができなくなってしまう。
橋田和子（はしだ かずこ）〈79〉
演 - 草村礼子
真治の祖母。約50年前に夫・三郎（故人）と北海道から入植した。
八木源二郎（やぎ げんじろう）〈76〉
演 - 小野寺昭
「ハチロウボーイズ」メンバー。トランペット担当。祐也の祖父。約50年前に東京から入植し、仲間達と「ハチロウボーイズ」を結成した。

### その他
佐倉仁
演 - 岡村雄三（劇団わらび座）
「ハチロウボーイズ」メンバー。ギター担当。
吉川実可子
演 - 椿千代（劇団わらび座）
「ハチロウボーイズ」メンバー。サックス担当。
佐倉誠
演 - 千葉真琴（劇団わらび座）
「ハチロウボーイズ」メンバー。ベース担当。
水野拓三
演 - 近藤真行（劇団わらび座）
「ハチロウボーイズ」メンバー。ドラム担当。

## スタッフ
- 作 - 瀬戸山美咲
- 演出 - 廻田博思（NHK秋田放送局）
- 制作統括 - 天野元裕（NHK秋田放送局）、松川博敬（NHK制作局）
- プロデューサー - 江刺一誠
- 音楽 - orbe（田辺玄+haruka nakamura）
- 美術統括 - 岡島太郎
- 技術 - 黒丸康志
- 音響デザイン - 佐藤あい
- 撮影 - 田村通明
- 照明 - 堀籠功
- 音声 - 小林健二
- VFX - 西垣友貴
- 映像 - 寺崎智人、宗藤恒太郎
- 美術進行 - 荘埜裕介
- 記録・編集 - 松屋周平

## 製作
2020年9月初旬から、大潟村を中心に各所で撮影が行われた。この時期、新型コロナウイルスの感染拡大でロケができるか危ぶまれたが、村民の強い希望が後押しとなり、感染対策を徹底して撮影を実施することとなった。
2020年9月16日、稲刈りのシーンの撮影が行われた。コンバインの運転は、初挑戦の岸井が代役なしで行った。田んぼの一列しか撮影用に借りていなかったため、本番一発勝負の撮影だった。早苗が乗るコンバイン（イセキ農機のビッグフロンティアHF680）は、農業指導の埴生望氏が15年以上大切に乗ってきたもので、今回の撮影を最後に引退した。

### ロケ地
クルミの木／やぐら
物語の中で真治の祖父が北海道からクルミの木を持ってきたという設定は、この木が実際は長野から入植する際に母から贈られたというエピソードをモデルにしている。高さおよそ4mのやぐらは、木を傷つけないように釘を打ち込まず制作された。この木を活かせるように台本が書き直されており、ポスターの背景にも使われた。
大潟村公民館
バンド「ハチロウボーイズ」の演奏練習は大潟村公民館2階大集会室で行われた。
味の郷 紀の屋（現在は閉店）、大潟村商店街
「ハチロウボーイズ」のたまり場である居酒屋エイトビートは、数年前まで大潟村で実際に営業していた「味の郷 紀の屋」を借りて撮影された。エイトビートから出て祐也達と歩くシーンや、早苗が自転車に乗って田んぼに向かうシーンは大潟村商店街で撮影された。
姥御前神社
山本郡三種町芦崎字芦崎308。早苗と真治が今後について話し合うシーンが撮影された。この神社には、ドラマの内容とリンクした八郎太郎伝説で離ればなれになってしまう老夫婦の姥が祀られている。
八郎潟駅
東京へ戻る真治を早苗が跨線橋（ふれあいロード）から見送るシーンと、改札前で東京から戻る真治を早苗が迎えるシーンが撮影された。
八郎湖漁港（残存湖）
祐也が釣りをしながら早苗を諭すシーンが撮影された。地面が濡れているのは撮影直前まで雨が降っていたからで、最初は早苗の奥にかかっていた雲がシーンの最後には早苗の心とリンクして晴れているが、この映像は奇跡的に撮れたものである。
サンルーラル大潟
終盤の「12月 大潟村 クリスマス会」の撮影は、サンルーラル大潟の1階大宴会場で行われた。ステージ上部のセットに使用された特大吊るし龍飾りが、レストラン「中国四川料理 彗星『コメット』」に飾られている。